# Saint-Maur (Oise)
Saint-Maur ist eine französische Gemeinde mit 388 Einwohnern (Stand 1. Januar 2022) im Département Oise in der Region Hauts-de-France. Sie gehört zum Arrondissement Beauvais, zum Gemeindeverband Picardie Verte und zum Kanton Grandvilliers.

## Geographie
Die Gemeinde Saint-Maur liegt im Osten der Landschaft Pays de Bray, 25 Kilometer nordwestlich von Feuquières und rund sechs Kilometer südlich von Beauvais. Zu Saint-Maur gehören der Weiler Ecâtelet und das Gehöft Ecorchevache.

## Einwohner
| Jahr                       | 1962 | 1968 | 1975 | 1982 | 1990 | 1999 | 2006 | 2012 | 2021 |
| -------------------------- | ---- | ---- | ---- | ---- | ---- | ---- | ---- | ---- | ---- |
| Einwohner                  | 303  | 331  | 302  | 250  | 308  | 355  | 385  | 390  | 379  |
| Quellen: Cassini und INSEE |      |      |      |      |      |      |      |      |      |

## Sehenswürdigkeiten

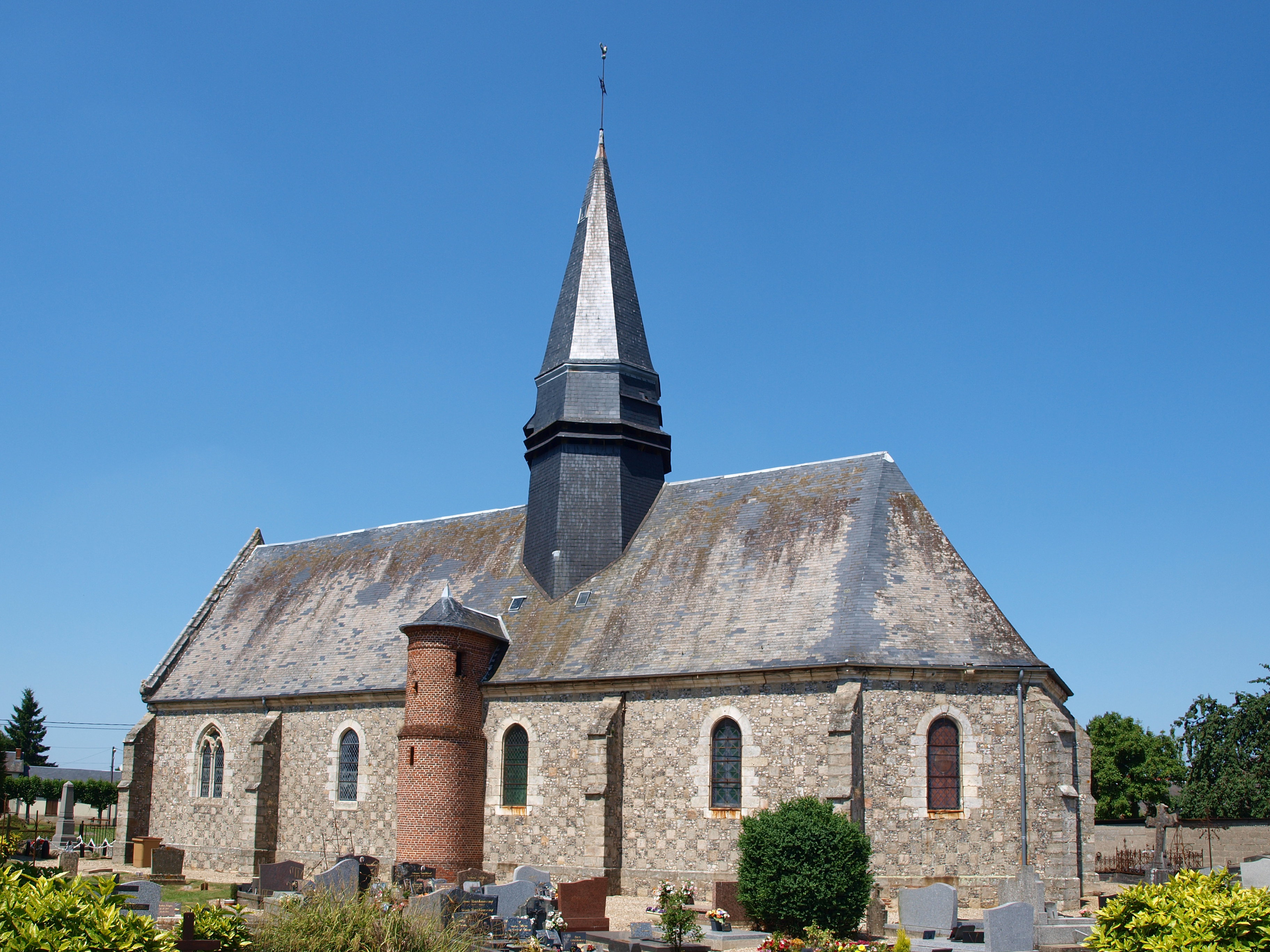
Kirche Saint-Maur
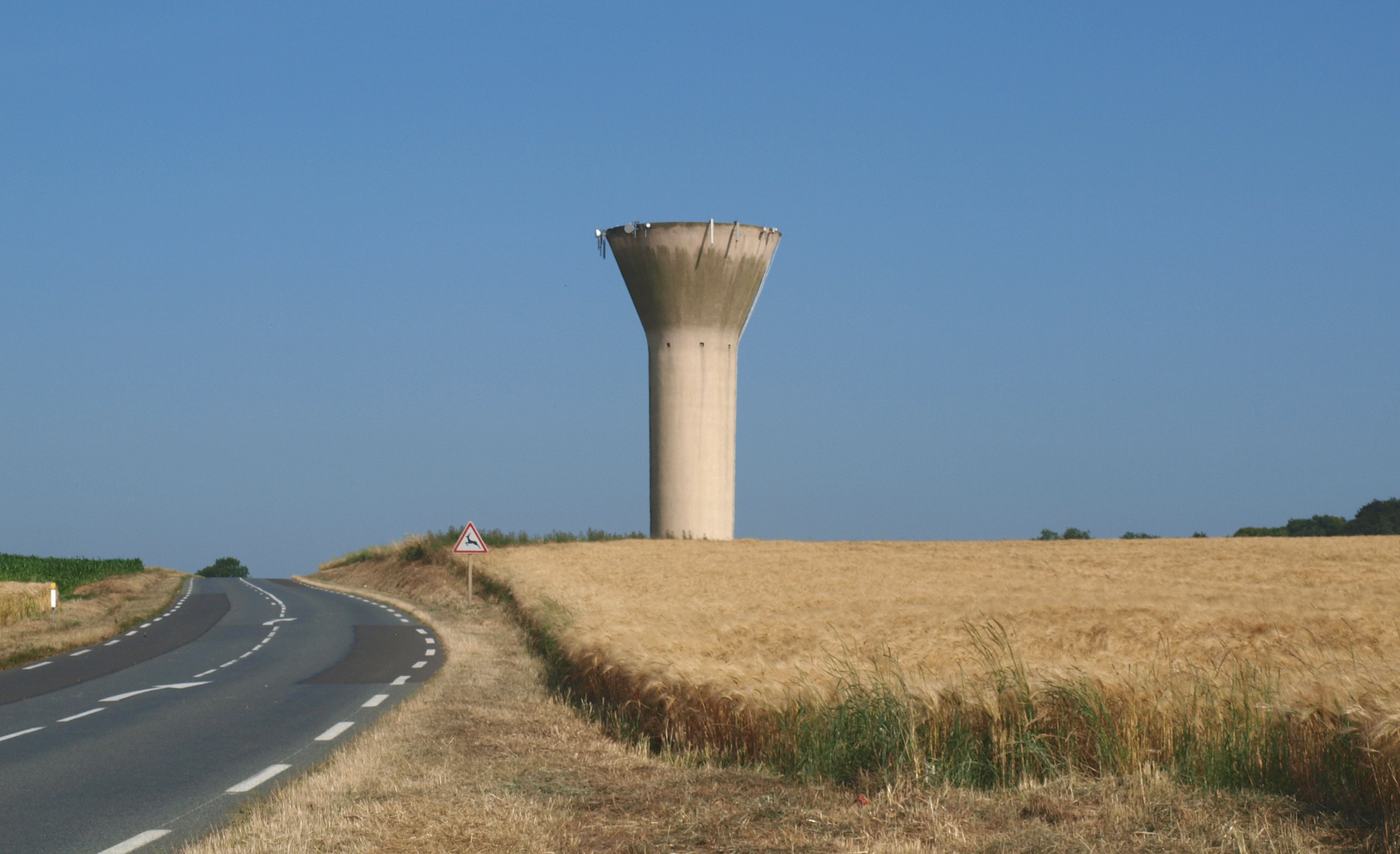
Wasserturm
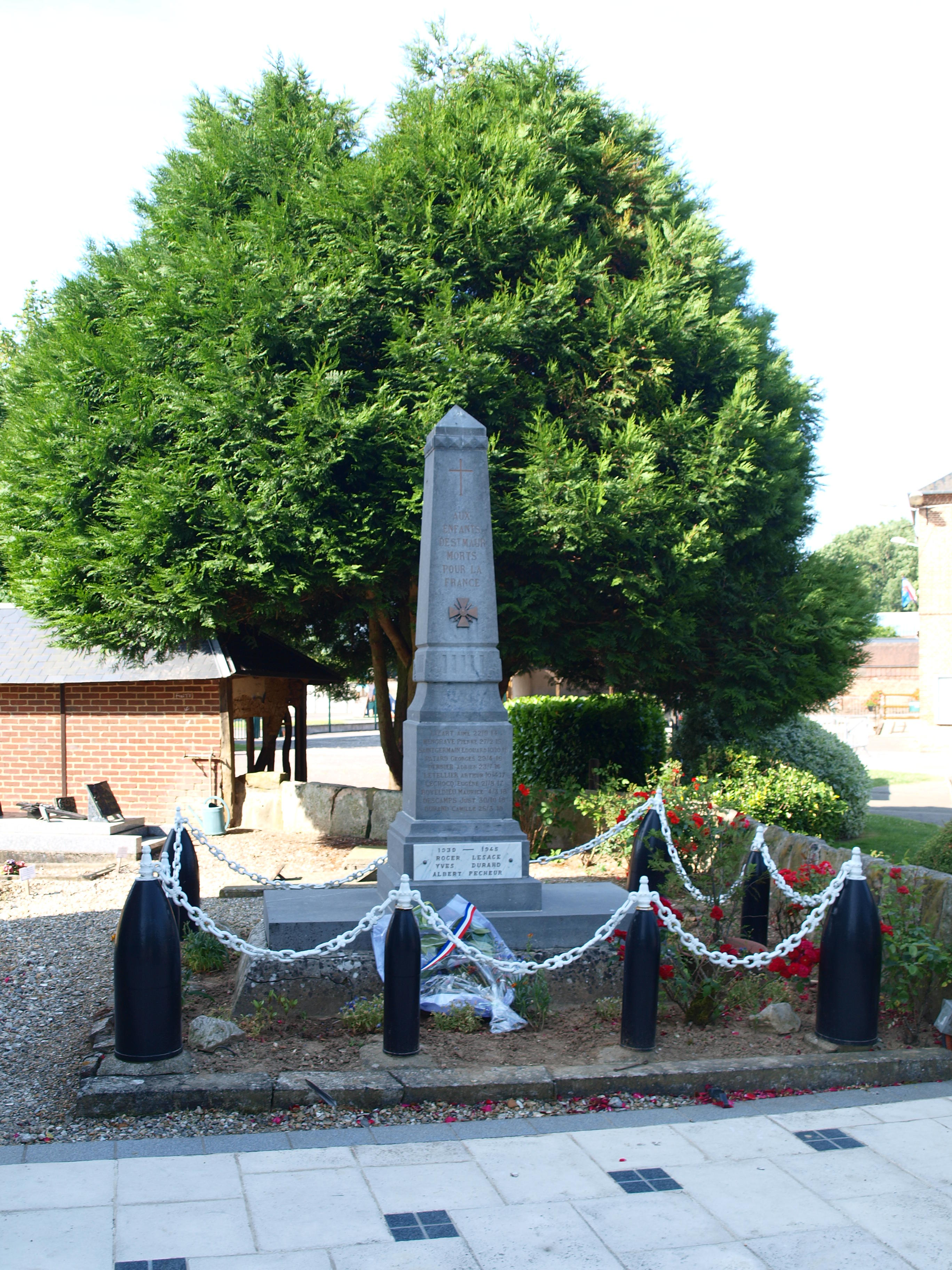
Gefallenendenkmal

- Wasserturm im Ortsteil Ecâtelet

- Kirche Saint-Maur
- Wasserturm
- Gefallenendenkmal